# Gymnopilus junonius
Gymnopilus junonius är en svampart som först beskrevs av Elias Fries, och fick sitt nu gällande namn av Peter D. Orton 1960. Gymnopilus junonius ingår i släktet Gymnopilus och familjen Strophariaceae.   Inga underarter finns listade i Catalogue of Life.

## Källor

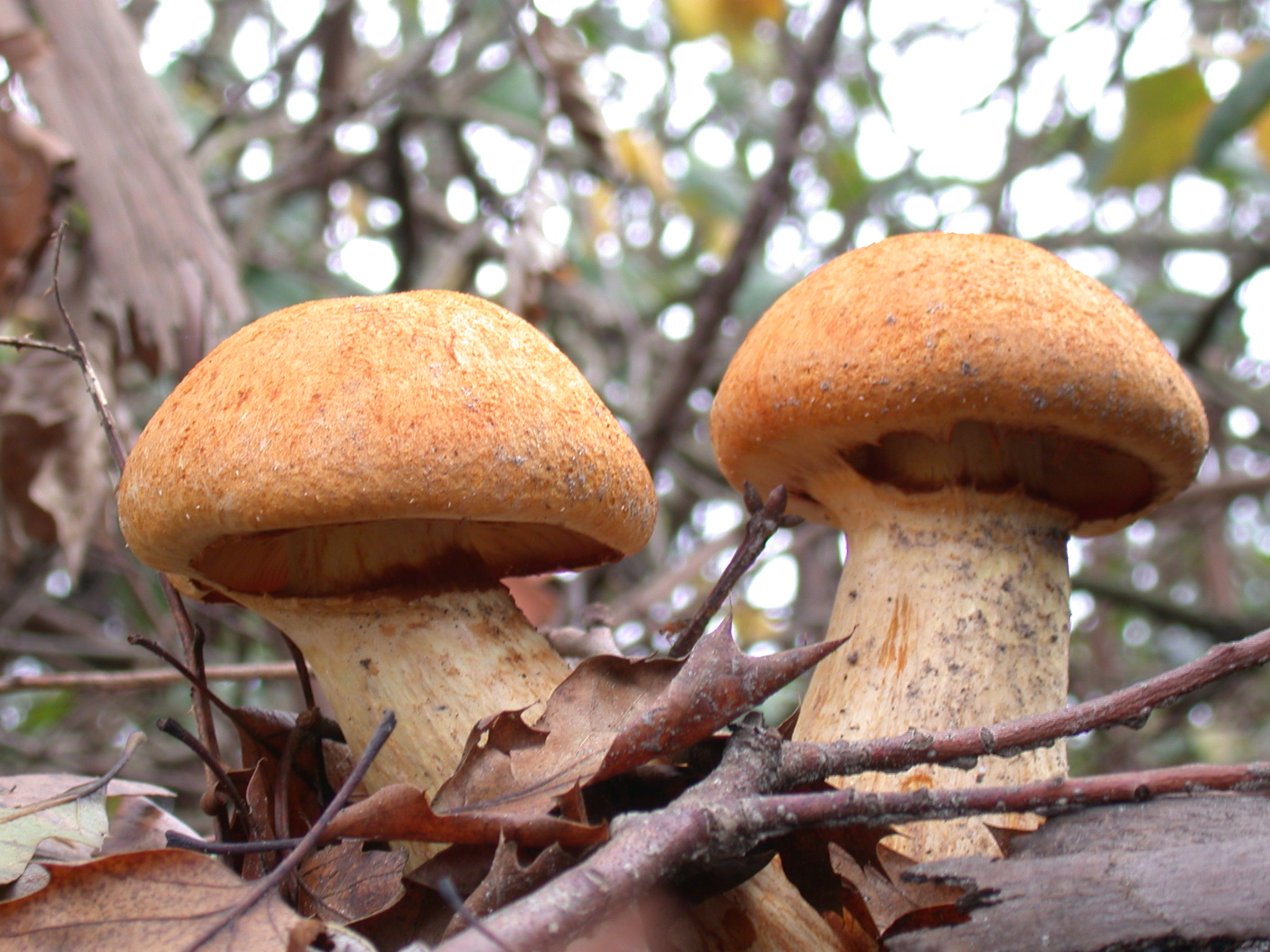
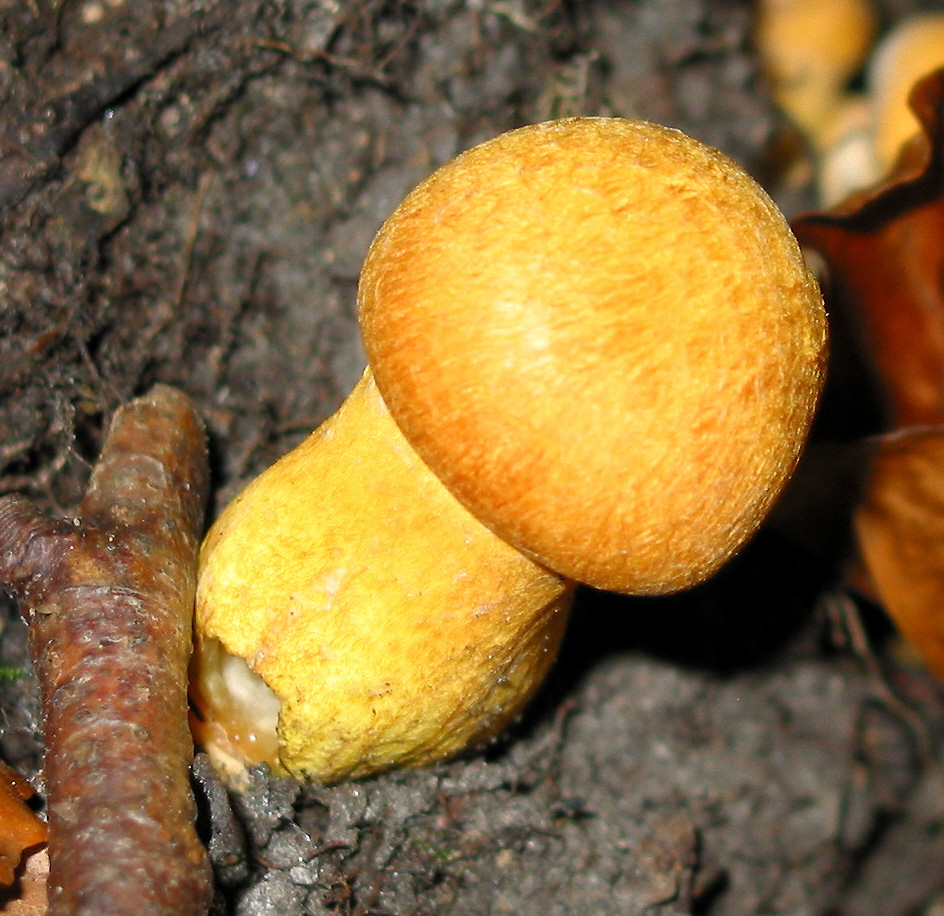
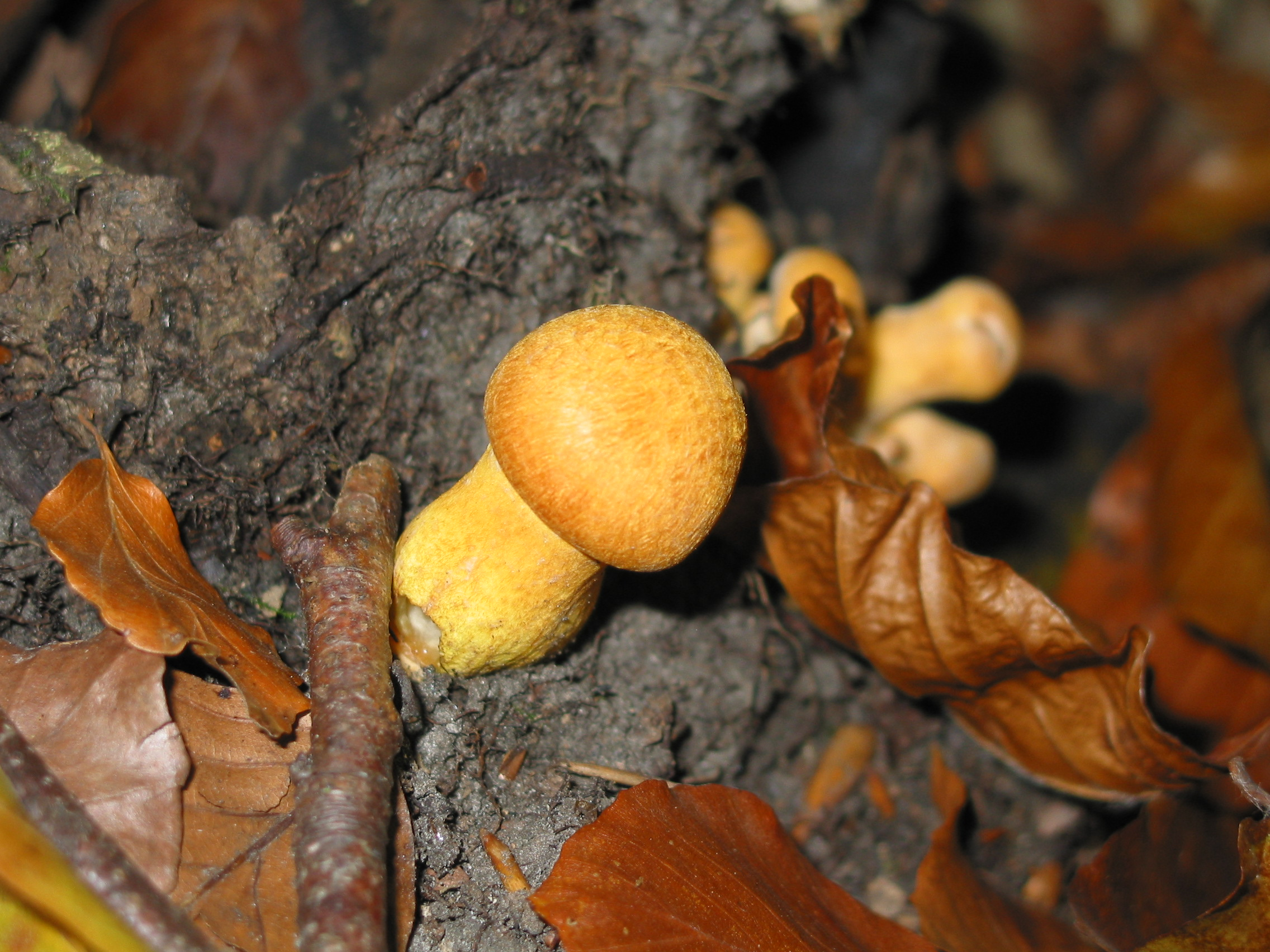
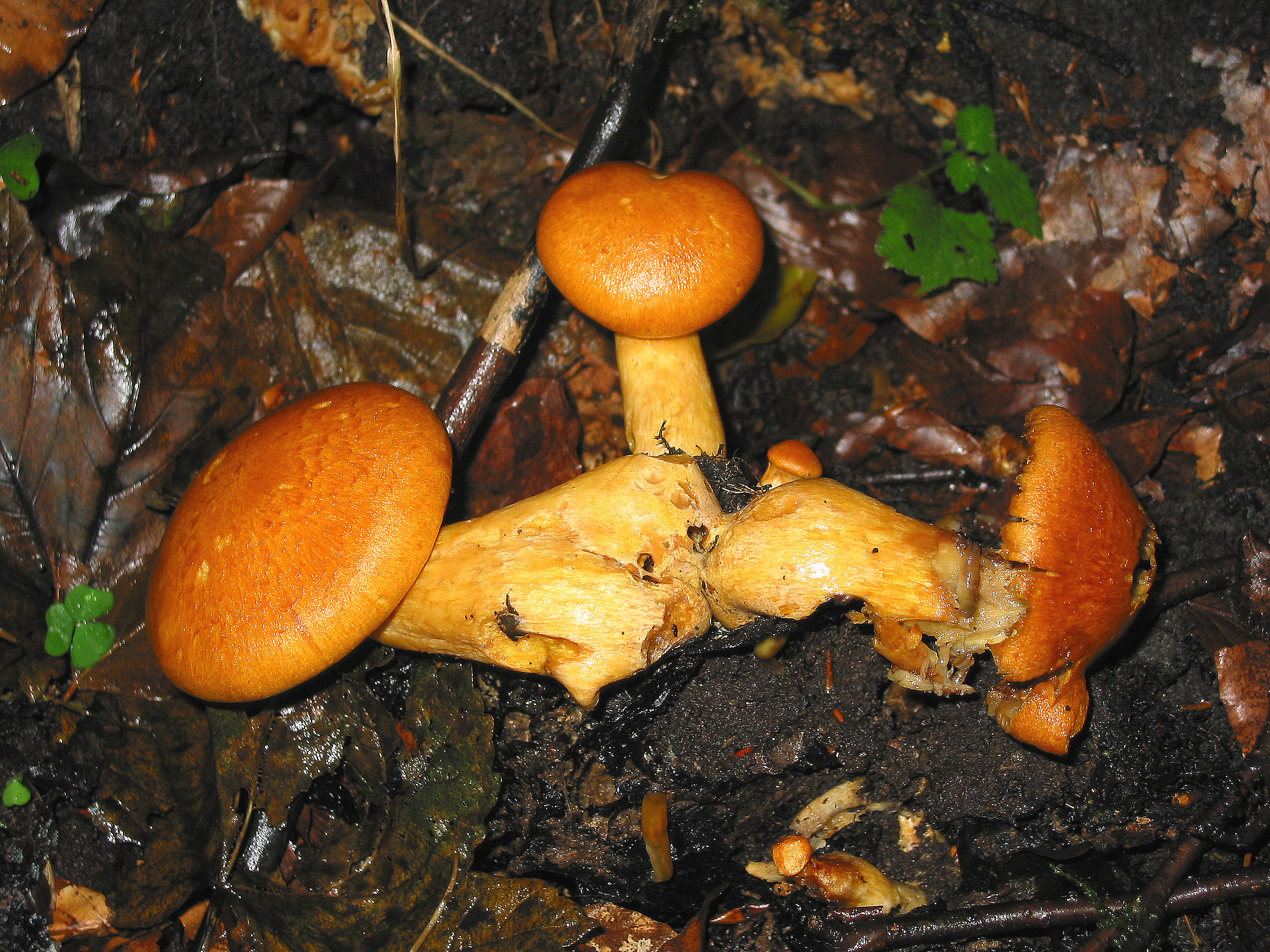
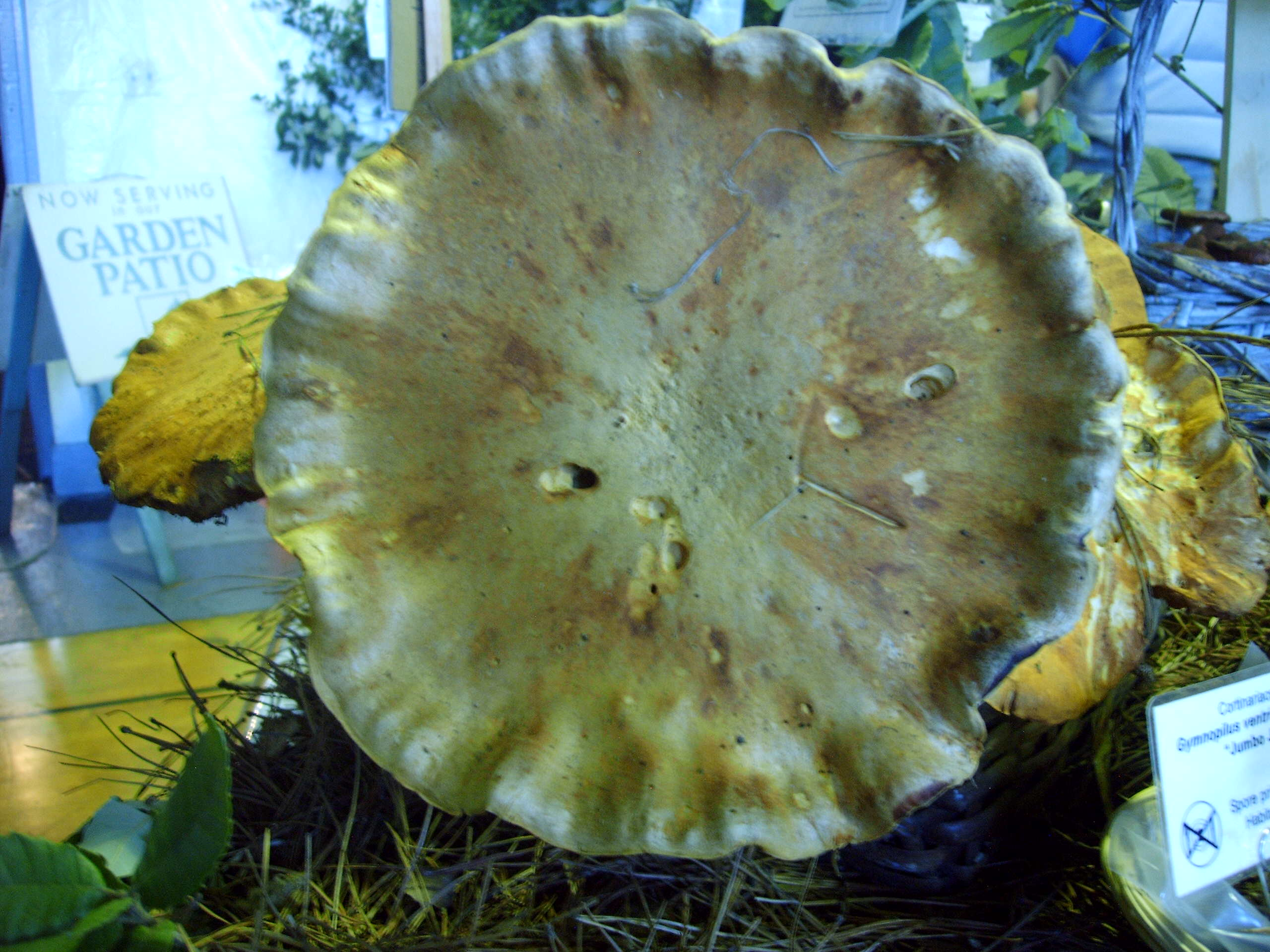
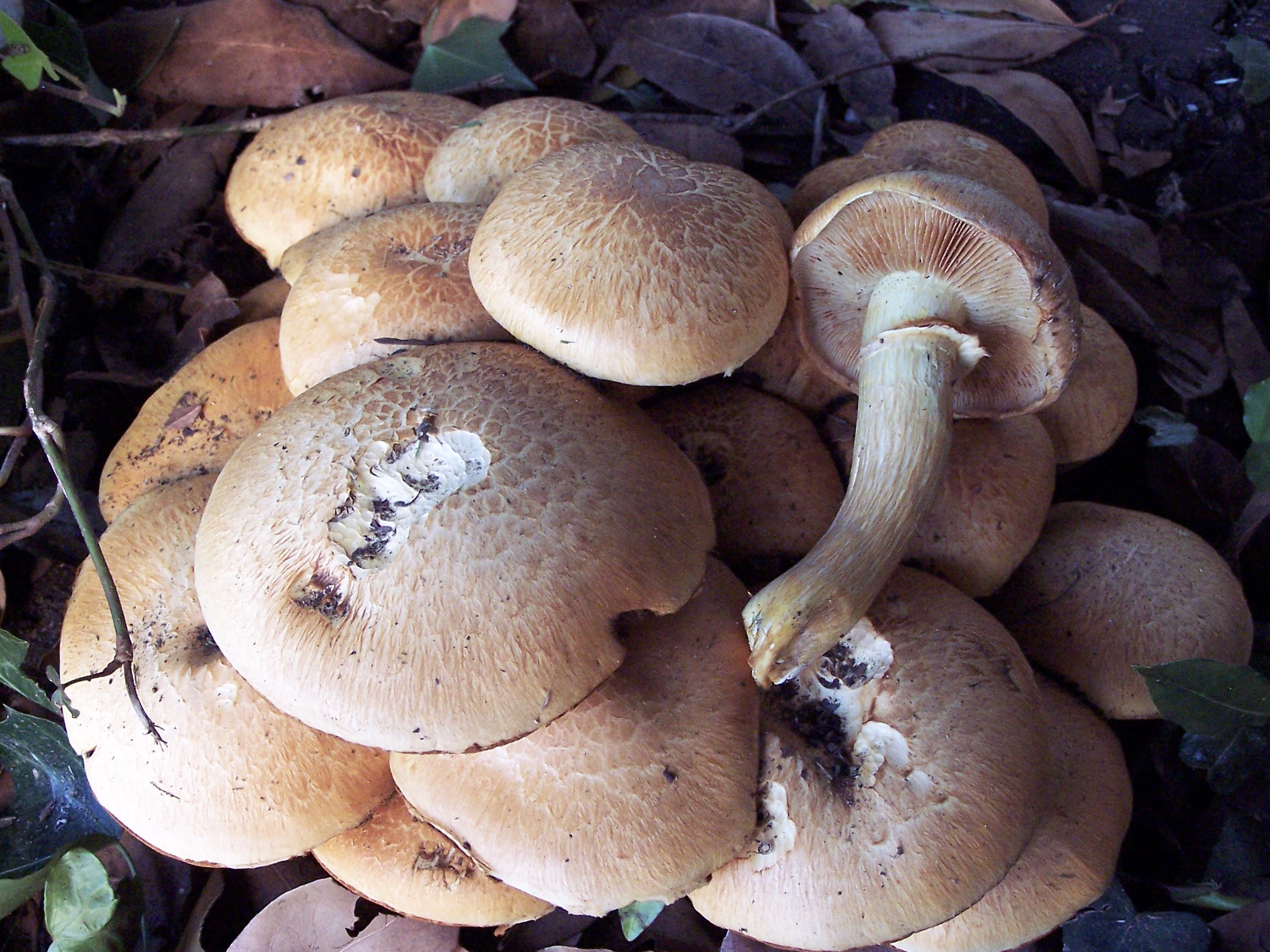